# Doble Bragado de 2019
La 84.ª edición de la Doble Bragado se disputó desde el 3 hasta el 10 de febrero de 2019, constó de ocho etapas de las cuales una estaba dividida en doble fórmula con una contrarreloj individual a la mañana y una etapa en circuito por la tarde, el recorrido general tuvo una distancia total acumulada de 1.189,2 kilómetros.
El ganador de la carrera fue Aníbal Borrajo del equipo Ciudad de Chivilcoy, el segundo puesto fue para su compañero Sergio Fredes y la tercera ubicación la obtuvo el uruguayo Matias Presa del Club Ciclista Cerro Largo.

## Ciclistas participantes
Para esta edición la organización decidió que participarán 18 equipos de 7 corredores cada uno con un total de 126 ciclistas, de los equipos participantes 14 fueron argentinos 2 brasileros y 2 uruguayos.

#### Equipos
| Ciudad de Chivilcoy | S.A.T. | Ciudad de Pehuajo |
| - 1. Alejandro Borrajo - 2. Aníbal Borrajo - 3. Nicolás Benedetto - 4. Sergio Fredes - 5. Agustín Martínez* - 6. Emiliano Trozzi - 7. Mauricio Trozzi                          | - 8. Diego Valenzuela - 9. Pablo De La Barrera - 10. Isaias Leonel Abu - 11. Iván Gabriel Ruiz* - 12. Tomas Contte* - 13. Facundo Crisafulli - 14. Federico Vivas                                                                    | - 15. Sebastián Medina - 16. Jonatan Oscar Tocha - 17. Jorge Damián Bustamante - 18. José María Barrachina - 19. Marcos Rubén Linares - 20. Juan Pablo López* - 21. Leandro Fabián Tocha         |
| Giant | Bragado Cicles Club | K.T.M. |
| - 22. Gastón Cordero - 23. Hernán Taddeo - 24. Martín Adrian Ercila - 25. Juan Manuel Gomes - 26. Enrique Estévez - 27. Tomás Cuevas - 28. Luis Ignacio Abeldaño               | - 29. Aldo Exposito - 30. Joaquin Exposito* - 31. Facundo Lezica - 32. Mariano Rodríguez - 33. Thomas Carbone* - 34. Federico Martínez* - 35. Mauricio Archiprete                                                                    | - 36. Dario Oliva - 37. Francisco Dal Santo - 38. Pablo Daniel Rey - 39. Eduardo Luján* - 40. Juan Manuel Aguirre - 41. Cristian Clavero - 42. Leandro Mignacco                                  |
| Ciudad de Lanús | Ciudad de Mercedes | Municipalidad de Carlos Casares |
| - 43. Omar Alejandro Guiñazu - 44. Iván Núñez - 45. Fabian Boch - 46. David Arturo López - 47. Mario Bruno Franco - 48. Matías Fredes - 49. Reynaldo Fernández                 | - 50. Gino Jesus Tornesse* - 51. Hugo Contte - 52. Franco Prieto - 53. Juan Martin Boldu - 54. Héctor Javier Ortiz - 55. Sebastián Lorido* - 56. Franco Buchanan                                                                     | - 57. Esteban Andrés Farias* - 58. Claudio Flores - 59. Diego Omar Liroz - 60. Carlos César Ferrero - 61. Jorge Ruben Pecochea - 62. Lucas Daniel Lamanna - 63. Marcelo Godoy                    |
| Transporte El Sol-9 de Julio | Mirasal Citti Bikes | Shania Competición |
| - 64. Luis Ezequiel Martinez - 65. Gastón Martínez - 66. Tomas Emanuel Tabares - 67. Alexis Galvano - 68. Mariano Manzo* - 69. Santiago Carpio - 70. Agustín Suárez*           | - 71. Cristian Ranquehue - 72. Raúl Turano - 73. Andrey Sartasov - 74. Mariano Gladich - 75. Nahuel Omar D'Aquila - 76. Matias Maggiora - 77. José Luis Rodríguez                                                                    | - 78. Franco Germán López - 79. Pablo Brun - 80. Juan Ignacio Curuchet - 81. Cristian Pablo Facchini - 82. Federico Javier López - 83. Marcos Crespo - 84. Luis Lorenzo Agapito*                 |
| Mi Mani Zabala | Expo Verde | C.C. Cerro Largo |
| - 85. José Zabala - 86. Matias Lisa - 87. Adrián Lorenzo Díaz* - 88. Julián Barrientos - 89. Maximiliano Krikorian - 90. Paulino Dal Secco - 91. Facundo Roca                  | - 92. Sergio González - 93. Nicolás Pallares - 94. Cesar Leonel Mardones - 95. Mario Ortiz - 96. Adrián Villagra* - 97. Marcelo Omar Cardoso - 98. Roberto Gastón Infante                                                            | - 99. Matias Presa - 100. Agustín Moreira - 101. Jorge Giacinti - 102. Cristian Pérez - 103. Giovane Fernadez - 104. Nicolás Arachichu - 105. Leandro Gómez*                                     |
| C.C. Tacuarembo | Clube Smel Foz do Iguaçu | Sao Francisco Saude |
| - 106. Héctor Fabián Aguilar - 107. Roderyck Asconeguy - 108. José Luis Miraglia - 109. Luis Daniel Olivera* - 110. Nelson Cuello - 111. Gregori Duarte - 112. Rodrigo Moreira | - 113. Antero Daniel Velazqiez - 114. João Victor Silva de Oliveira - 115. Sidinei Rodrigues Da Silva - 116. José Wilfredo González* - 117. Alessandro Da Paz Rodriguez - 118. Luis Carlos Steffens - 119. Thiago Rodrigues Da Silva | - 120. Alan Valencio Maniezzo - 121. Cristian Egidio Da Rosa - 122. João Pedro Rossi* - 123. Jeovane Oliveira - 124. Mauricio Bielinski Knapp - 125. Rodrigo Do Nascimento - 126. Vitor Teixeira |

## Etapas
| Etapa | Fecha         | Recorrido             | km        | Ganador           | Líder          |
| 1ª    | 3 de febrero  | Luján - Chivilcoy     | 149,4     | Federico Vivas    | Federico Vivas |
| 2ª    | 4 de febrero  | Circuito en Chivilcoy | 108       | Federico Vivas    | Federico Vivas |
| 3ª    | 5 de febrero  | Chivilcoy - Pergamino | 169,8     | Tomás Cuevas      | Federico Vivas |
| 4ª    | 6 de febrero  | Circuito en Pergamino | 114       | Matias Presa      | Federico Vivas |
| 5ª    | 7 de febrero  | Pergamino - Junín     | 192,3     | Julián Barrientos | Matias Presa   |
| 6ª    | 8 de febrero  | Junín - Bragado       | 181,8     | Aníbal Borrajo    | Aníbal Borrajo |
| 7ª a  | 9 de febrero  | Bragado - Bragado     | 15,9(CRI) | Sergio Fredes     | Aníbal Borrajo |
| 7ª b  | 9 de febrero  | Circuito en Bragado   | 108       | Juan Manuel Gomes | Aníbal Borrajo |
| 8ª    | 10 de febrero | Bragado - Mercedes    | 150       | Tomás Contte      | Aníbal Borrajo |

## Clasificación final
| Posición | Ciclista                | Equipo                    | Tiempo      |
| -------- | ----------------------- | ------------------------- | ----------- |
|          | Anibal Borrajo          | Ciudad de Chivilcoy       | 24 h 37'52" |
| 2        | Sergio Fredes           | Ciudad de Chivilcoy       | + 05"       |
| 3        | Matias Presa            | Club Ciclista Cerro Largo | + 09"       |
| 4        | Juan Ignacio Curuchet   | Shania Competición        | + 26"       |
| 5        | Agustín Martínez        | Ciudad de Chivilcoy       | + 36"       |
| 6        | Tomas Contte            | S.A.T.                    | + 42"       |
| 7        | Juan Manuel Aguirre     | K.T.M.                    | + 54"       |
| 8        | Cristian Egidio Da Rosa | Sao Francisco Saude       | + 56"       |
| 9        | Héctor Fabián Aguilar   | Club Ciclista Tacuarembo  | + 1'02"     |
| 10       | Cristian Pablo Fachini  | Shania Competición        | + 1'05"     |